# Кирпиљскаја
Кирпиљскаја (рус. Кирпильская) насељено је место руралног типа (станица) на југозападу европског дела Руске Федерације. Налази се у централном делу Краснодарске покрајине и административно припада њеном Устлабинском рејону.
Према статистичким подацима Националне статистичке службе Русије за 2010. у насељу је живело 5.547 становника.

## Географија
Станица Кирпиљскаја се налази у централном делу Краснодарског краја, односно у северном делу припадајућег му Устлабинског рејона. Лежи у ниској степи Кубањско-приазовске низије, на надморској висини од 50 метра, на обе обале реке Кирпили.
Село се налази на око 17 километара северно од рејонског центра Уст Лабинска, односно на неких 64 км североисточно од града Краснодара.

## Историја
На подручју савременог села током 1840-их постојала су бројна мања имања (хутори) козачких војника који су служили у тадашњој Устлабинској станици. С временом су се ти хутори стопили у јединствено насеље и званично је 19. октобра 1879. основано село Кирпиљски. Званичан статус козачке станице добија 1906. године.
Према подацима из 1916. у селу је било 1.026 домаћинстава и 10.059 становника.

## Демографија
Према подацима са пописа становништва 2010. у селу је живело 5.547 становника.
| 1959. | 1979. | 2002. | 2010. |
| ----- | ----- | ----- | ----- |
| 6.016 | 5.513 | 5.654 | 5.547 |